# Struthio chersonensis
Struthio chersonensis je izumrla prapovijesna ptica neletačica iz roda nojeva, reda nojevki. Ovaj noj živio je u kasnom pliocenu. Njegovi fosili nađeni su na jugoistoku Europe i na zapadnom dijelu središnje Azije. Zbog toga što postoje samo njegovi fosili, ne zna se puno podataka o njemu. 